# Hans Wilhelm von Schöning
Hans Wilhelm von Schöning (* 1786 in Morrn, Landsberger Kreis; † 1842 in Jahnsfelde, Landsberger Kreis) war ein preußischer Landrat. Er stand von 1818 bis 1836 dem Züllichau-Schwiebuser Kreis in der Provinz Brandenburg vor. 
Hans von Schöning stammte aus der pommerschen uradligen Familie von Schöning. Seine Eltern waren Christian Stephan von Schöning (* 1752; † 1802), Gutsbesitzer und Landrat des Landsberger Kreises, und dessen Ehefrau Albertine Juliane Therese Tugendreich († 1844), Tochter des Generalleutnants Ehrenreich Wilhelm Gottlieb von Besser. Die Eltern ließen sich 1796 scheiden. Er hatte mehrere Geschwister; sein jüngerer Bruder Kurd von Schöning (* 1789; † 1859) wurde Generalmajor und Hofmarschall des Prinzen Carl von Preußen.  
Schöning trat in die Preußische Armee ein und begann 1798 als Kadett in Berlin. 1801 wurde er Fahnenjunker im Regiment Möllendorf. 1805 wurde er, inzwischen Fähnrich, in das Dragonerregiment von Irwing versetzt, mit dem er 1806 an der Schlacht bei Auerstedt teilnahm. 1811 nahm er seinen Abschied. 
Schöning heiratete 1811 Florentine Wägener, Tochter eines Justizrates. Von seiner Schwiegermutter übernahm er 1812 das Gut Schmöllen im Züllichau-Schwiebuser Kreis; im selben Jahr wurde er zum Kreisdeputierten gewählt. Während der Befreiungskriege trat er 1813 wieder in die Armee ein und kämpfte im Neumärkischen Dragoner-Regiment. Für seinen Einsatz im Kavalleriegefecht bei Liebertwolkwitz wurde er mit dem Eisernen Kreuz ausgezeichnet. Nach dem Krieg nahm er als Rittmeister seinen Abschied. 
1818 wurde Schöning zum Landrat des Züllichau-Schwiebuser Kreises gewählt. 1820 wurde er daneben Direktor der Land-Feuer-Sozietät. 
1819 übernahm er von seiner Tante das Gut Jahnsfelde im Landsberger Kreis. Ab 1827 bewirtschaftete er Jahnsfelde selbst; hier starb er 1842. 
Hans Wilhelm von Schöning hatte fünf Töchter. Die Tochter Hildegard von Schöning (* 1818) heiratete Graf Otto Werner von der Schulenburg, jüngeren Sohn des Standesherrn Graf Albrecht von der Schulenburg.
Gemeinsam mit seinem Bruder Kurd von Schöning veröffentlichte er 1830 eine Familiengeschichte unter dem Titel Geschichtliche Nachrichten von dem Geschlechte von Schöning und dessen Gütern. 